# Marsupella sphacelata
Marsupella sphacelata là một loài rêu tản trong họ Gymnomitriaceae. Loài này được (Giesecke ex Lindenb.) Dumort. miêu tả khoa học lần đầu tiên năm 1835.